# Famous 5: On the Case
Famous 5: On The Case (Brasil: Os Cinco: Sobre o Caso / Portugal: Os Cinco: Em Acção) é uma série televisiva animada britânica / francesa. É uma co-produção de televisão britânica e francesa, vagamente baseada na série de livros The Famous Five criada por Enid Blyton. Pelo menos alguns dos episódios foram desenvolvidos para a televisão por Douglas Tuber e Tim Maile, os escritores da antiga série do Disney Channel, Lizzie McGuire.
Os personagens centrais, filhos dos originais Famous Five, embarcam em uma nova série de aventuras. Durante estas aventuras, os novos Famous Five são capazes de fazer uso de novas tecnologias, como computadores portáteis e telefones celulares, que não haviam sido inventados nos dias de seus pais.